# بطولة الأمم الست 2001
بطولة الأمم الستة 2001 (بالإنجليزية: 2001 Six Nations Championship)‏ هو الموسم 107 من  بطولة الأمم الستة، وهو الموسم 107 من  بطولة الأمم الستة. كان عدد الأندية المشاركة فيه  6، وفاز فيه منتخب إنجلترا الوطني لاتحاد الرغبي.